# Walter William Stude
Walter William Stude (3. prosinca 1913. – 25. listopada 1991.) je bivši američki hokejaš na travi. Igrao je na mjestu braniča.
Rodio se u Kanadi.
Sudjelovao je na hokejaškom turniru na OI 1948. u Londonu, igrajući za reprezentaciju SAD-a. SAD su izgubile sve 3 utakmice u prvom krugu, u skupini "B". Zauzele su od 5. – 13. mjesta. Stude je odigrao tri susreta. 
Sudjelovao je na hokejaškom turniru na OI 1956. u Melbourneu, igrajući za reprezentaciju SAD-a. SAD su izgubile sve 3 utakmice u prvom krugu, u skupini "A" te utakmicu za poredak od 9. – 12. mjesta. Zauzele su zadnje, 12. mjesto. Stude je odigrao tri susreta. Iako je nastupio s 42 godine, nije bio najstarijim američkim igračem u reprezentaciji na tom turniru.
Igrao je za Baltimore Field Hockey Club.

## Vanjske poveznice
- Profil na Sports-Reference.com  Arhivirana inačica izvorne stranice od 18. travnja 2020. (Wayback Machine)